# Nikon (Patriarch)

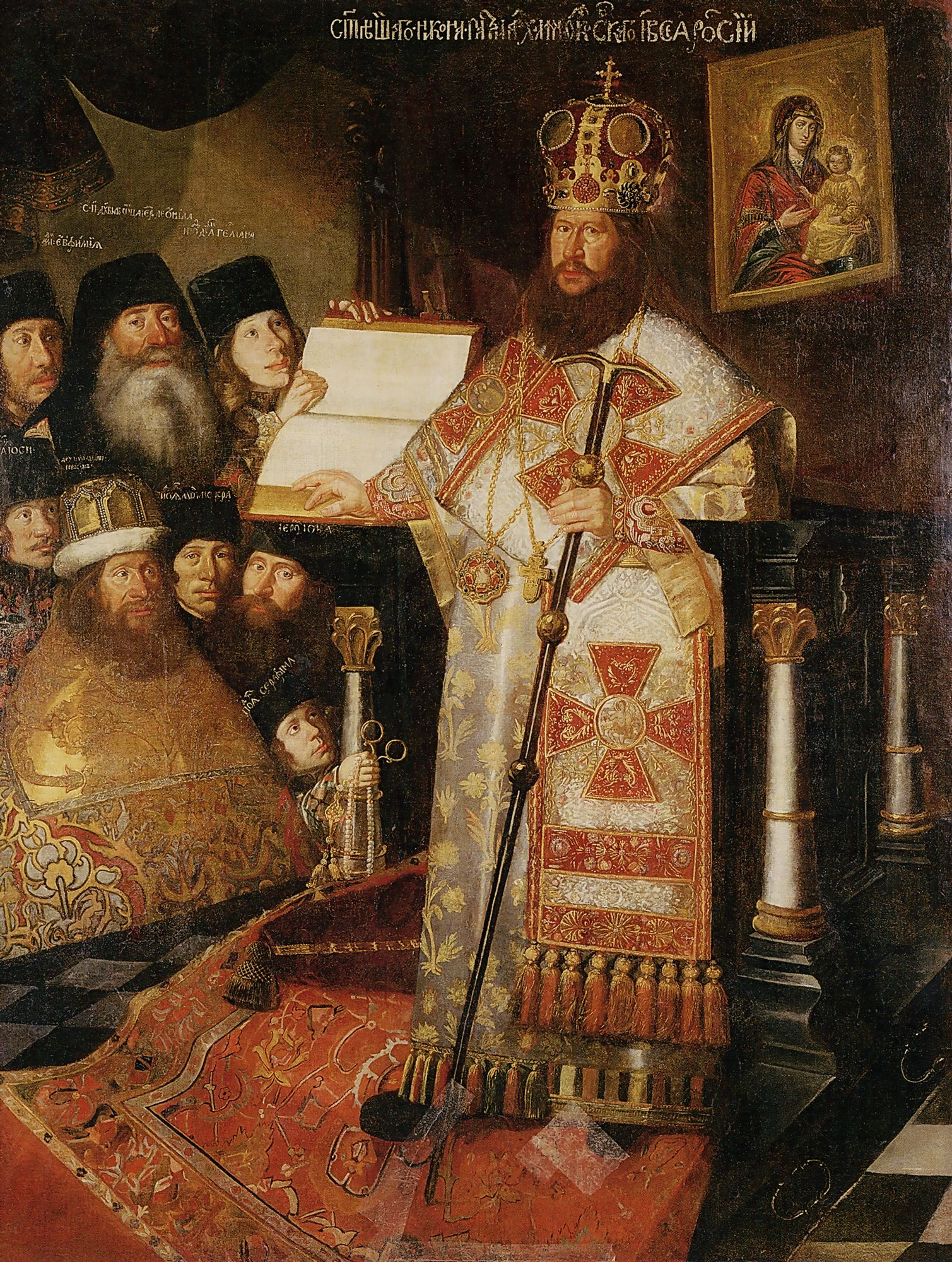
Patriarch Nikon um 1660

Nikon (bürgerlicher Name Nikita Minin; russisch Ники́та Ми́нин; * 7. Maijul. / 17. Mai 1605greg. in Weldemanowo; † 17. Augustjul. / 27. August 1681greg. in Jaroslawl) war ein russischer Patriarch. Er war ein Reformer der Kirche und eine zentrale Figur der Politik, scheiterte aber schließlich am Widerstand seiner Gegner.

## Leben
Nikon wurde 1605 als Nikita Minin im Dorf Weldemanowo unweit von Nischni Nowgorod geboren. Er war ursprünglich verheirateter Priester und lebte nach dem Tod seiner Frau eine Zeit lang als Mönch in einem Kloster am Weißen Meer. Nikon wurde 1647 Metropolit von Nowgorod und 1652 Patriarch von Moskau und Ganz Russland.
Nach Diskussionen mit orthodoxen Gelehrten aus Konstantinopel und Kiew rief Nikon 1654 und 1656, unterstützt von Zar Alexei I. (1646–1682), zwei Synoden ein, die seine Idee guthießen, dass die Bücher und die Liturgie der Kirche von Moskau von vermeintlichen Fehlern und heterodoxen Einflüssen zu reinigen seien. Auch wurde der Bau von Kirchen in nichtkanonischer Architektur verboten, und zahlreiche bestehende wurden abgerissen und durch solche im „alten byzantinischen“ Stil ersetzt. Diese und weitere Maßnahmen ließen die Auseinandersetzungen mit den „Altgläubigen“ eskalieren, die sich unter der Führung des Protopopen (Erzpriester) Awwakum († 1682) einer Revision der überkommenen gottesdienstlichen Bücher widersetzten.
Nikons Verhältnis zu Zar Alexei I. war zunächst sehr eng. Er war Pate aller dessen Kinder, und als der Zar 1654 gegen Polen-Litauen in den Krieg zog, amtierte er als dessen Statthalter in Moskau. Nikon versuchte, eine Trennung von Staat und Kirche zu erreichen, damit sich die Kirche selbständig organisieren könne. 1649 protestierte er gegen den vom Zaren erlassenen Gesetzeskodex (Sobornoje Uloschenije), welcher die Kirche dem Staat unterwarf.
Nikons Gegner bewirkten, dass Zar Alexei 1658 dem Patriarchen seine Freundschaft aufkündigte. Nikon zog sich in das von ihm gegründete Kloster Neu-Jerusalem zurück, ohne aber auf den Patriarchentitel zu verzichten. Die Wahl eines neuen Patriarchen scheiterte zunächst, da eine Absetzung Nikons kirchenrechtlich heikel war. Durch Beschluss der Großen Moskauer Synode von 1667, die auch die „Altgläubigen“ exkommunizierte, wurde Nikon schließlich der Auflehnung gegen den Zaren und die ganze moskowitische Kirche für schuldig befunden, aller seiner Würden enthoben und als Gefangener ins Kloster Ferapontow verbracht. Als der neue Zar, Fjodor III., erfuhr, dass Nikon im Sterben liege, erlaubte er diesem ihm 1681 die Rückkehr nach Moskau, doch starb Nikon auf der Rückreise in Jaroslawl.

## Bedeutung

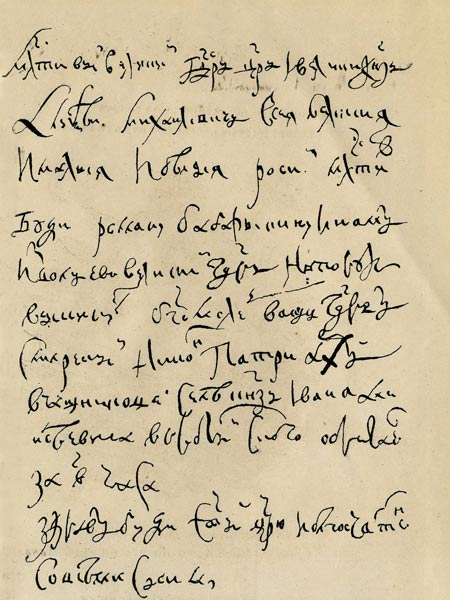
Brief des Patriarchen Nikon an Zar Alexei I. aus dem Jahr 1669

Nikon ließ die kirchenslawischen Liturgiebücher nach zeitgenössischen griechischen Drucken berichtigen, wodurch die Trennung der Altgläubigen (abwertend: Raskolniken) von der russischen Kirche ausgelöst wurde. Ziel der Reform, die nach Nikons Entmachtung durch Zar Alexei ungebremst fortgeführt wurde, war die Vereinheitlichung der orthodoxen Liturgie nach dem Vorbild des Ökumenischen Patriarchats mit dem Nebenzweck der Stärkung der gesamtkirchlichen Stellung des Zaren. 
Zu Unrecht wird Nikon die von der Petersburger Akademie herausgegebene „Nikonsche Chronik“ (Petersburg 1767–1792, 8 Bände) zugeschrieben, welche nur deshalb seinen Namen führt, weil er sie der Bibliothek des Woskressenskischen Klosters schenkte.
In der russischen Geschichtsschreibung wurde Patriarch Nikon über lange Zeit hinweg einseitig vor allem negativ beurteilt; der wesentlichste Grund dafür mochte wohl darin liegen, dass er als Urheber einer Störung der „synallilia“ – der nach byzantinischem Vorbild geordneten Beziehung zwischen Kirche und Staat – gesehen wurde und damit zu Zeiten der autokratischen Monarchie ein Negativbeispiel darstellte.

## Sonstiges
Von 1656 bis zum Verlust seiner Würde residierte Nikon im Moskauer Kreml im dortigen Patriarchenpalast, der auf seine Anweisung erbaut wurde. Das Gebäude ist bis heute als Museum erhalten geblieben; teilweise ist dort die Einrichtung aus Nikons Amtszeit originalgetreu nachgestellt.